# Тонско дабе
То̀нско да̀бе е село в Югозападна България. То се намира в община Петрич, област Благоевград.

## География
Село Тонско дабе се намира в планински район.

## История
През XIX век селото е чисто българско, числящо се към Петричка кааза. В „Етнография на вилаетите Адрианопол, Монастир и Салоника“, издадена в Константинопол в 1878 година и отразяваща статистиката на населението от 1873 година, Понско дабе чифлик (Ponsco dibé Tchifliq) е посочено като село в Петричка каза с 15 домакинства r 52 жители българи. Според статистиката на Васил Кънчов („Македония. Етнография и статистика“) от 1900 година в Тонско Дѫбе живеят 120 жители, всички българи-християни. Съгласно статистиката на секретаря на Българската екзархия Димитър Мишев („La Macédoine et sa Population Chrétienne“) в 1905 година населението на Тонско дабе (Tonsko-Dabé) се състои от 104 българи екзархисти.
При избухването на Балканската война през 1912 година един жител на селото е доброволец в Македоно-одринското опълчение.

## Население

### Етнически състав
Преброяване на населението през 2011 г.
Численост и дял на етническите групи според преброяването на населението през 2011 г.:
|                     | Численост |
| Общо                | 2         |
| Българи             | 0         |
| Турци               | -         |
| Цигани              | -         |
| Други               | -         |
| Не се самоопределят | -         |
| Неотговорили        | -         |